# Forêt régionale
Dans plusieurs pays (Belgique, Allemagne, Italie, Australie) la gestion de la forêt publique relève de l'administration régionale.  D'autres pays comme le Sénégal envisagent aussi des forêts régionales
En France, une grande partie de la forêt est privée et gérée comme telle, mais il existe aussi des forêts communales, domaniales et gérées par l'ONF. En raison de ses spécificités (forte densité urbaine et forte périurbanisation), dans le cadre du Schéma directeur de la région Île-de-France, la région Île-de-France a la possibilité de gérer des « forêts régionales », dont quatre forêts régionales et deux domaines régionaux en Essonne au sud de la Région parisienne.

## En France
Depuis 1976, dans le cadre de ses politiques environnementales, la région Île-de-France valorise et protège plusieurs forêts et domaines boisés parmi d'autres espaces naturels ou semi-naturels. « Ces espaces forestiers ou humides présentent une flore et une faune remarquable et contribuent au maillage d’une véritable trame verte et bleue ». Certains espaces forestiers peuvent aussi être classés en réserve naturelle régionale (ex : Réserve naturelle régionale de la Forêt des volcans de Wegscheid).
Il existe aussi des forêts départementales (ex : Forêt départementale du Bois des Grais), ouvertes au public et qui peuvent être gérées par les départements au moyen de la TDENS.
En Essonne, les forêts régionales sont : 
- la forêt régionale de Cheptainville ;
- la forêt régionale d’Etréchy ;
- la forêt régionale de Saint-Vrain ;
- la forêt régionale de Saint-Eutrope à Bondoufle.

S'y ajoutent deux domaines régionaux : le domaine régional du Bois Chardon et le domaine régional de la Fosse-aux-Carpes à Draveil.
En Seine-Saint-Denis  :
- la forêt régionale de Bondy.

En Seine-et-Marne :
- la forêt régionale de Montgé, avec 700 ha (répartis sur 3 communes et imbriqués de nombreuses parcelles qui sont propriétés privées, située sur une butte-témoin acide (200 m d'altitude) au nord de Paris et qui accueille encore un patrimoine entomologique remarquable d'insectes saproxylophages[5].
- la forêt régionale de Ferrières (à Ferrières-en-Brie, 3 000 hectares en partie pénétrés par la périurbanisation[6], où existe un plan de régénération de l'Alisier torminal [7]), d'inventaires naturalistes et d'études floristiques[8] faunistiques et entomologiques (par l'OPIE)[9].
- la forêt régionale de Rougeau, autrefois propriété de la Commanderie des Templiers de Savigny.
- la forêt régionale de Claye-Souilly (374 hectares).

Dans le Val-de-Marne :
- la forêt régionale de Grosbois (plus de 30 parcelles, sur 148 hectares, abritant encore un patrimoine entomologique significatif[10]) ;

Dans les Yvelines :
- la forêt régionale de Rosny (où l'on trouve les traces d'un enclos médiéval[11].

## Gestion, utilisations
En raison des pressions urbaines périphériques et du besoin en espaces verts, l'objectif principal de gestion de ces forêts n'est pas sylvicole ou cynégétique, mais aménitaire. 
Ces forêts sont ouvertes aux promenades et randonnées pédestres, cyclistes et équestres, la Région y organisant aussi des activités pédagogiques et mettant à disposition des cartes et documents facilitant leur découverte, faits par l’Agence des espaces verts de la région d'Île-de-France.

## Certifications de gestion durable
Plusieurs forêts régionales ont été certifiées PEFC et - après une phase d’audits lancés en 2011 - huit des forêts régionales gérées par l'Agence des espaces verts (AEV) d’Île-de-France ont reçu en juillet 2014, leur premier certificat international FSC (Forest Stewardship Council) ; certaines de ces forêts sont petites (quelques centaines d’hectares (Vallières, en Seine-et-Marne, ou Saint-Vrain, dans l’Essonne) et d’autres atteignent plusieurs milliers d’hectares (Ferrières, Seine-et-Marne). La forêt de Verneuil aux Mureaux (Yvelines) joue aussi un rôle de « rempart » à la périurbanisation.  « Plus difficile à décrocher que PEFC, c’est le seul système de certification de gestion forestière durable reconnu par des ONG comme WWF ou Greenpeace » rappelle Guillaume Dahringer de FSC France. Ces 4 000 hectares environ feront de l’Île de France la plus grande surface forestière publique certifiée FSC, (label plus exigeant que PEFC, qui comprend en plus une forte dimension sociale et économique et qui est plus développé en Angleterre et Allemagne avec en 2014 environ un million d’hectares déjà certifiés FSC). Dans ce cas le certificateur (agréé par FSC international) a été le Bureau Veritas.